# ووكر ليتش
ووكر ليتش (بالإنجليزية: Walker Leach)‏ هو لاعب كرة قدم أمريكية أمريكي، ولد في 22 يوليو 1888 في فرجينيا في الولايات المتحدة، وتوفي في 2 يناير 1944 في تينيسي في الولايات المتحدة.